# Il romanzo di Mozart - Il figlio della luce
Il figlio della luce (Le Fils de la lumière) è un romanzo di Christian Jacq, il secondo libro della tetralogia Il romanzo di Mozart.
In Francia è uscito nel 2006, mentre in Italia il 24 marzo dello stesso anno.

## Trama
Il genio musicale viennese Mozart continua a suonare e a comporre per le corti d'Europa, accompagnato da Thamos, saggio, sapiente maestoso conte di Tebe, giunto dall'Alto Egitto per rivelare il "Gran Maestro", la cui opera salverà l'umanità dalla sua autodistruzione. Lo stesso Mozart viene iniziato ai misteri di Iside e Osiride proprio da Thamos, il che gli vale il titolo di Figlio della Luce, e lo trasformerà in un illustre alleato della Loggia Massonica.

## Personaggi
- Mozart
- Thamos

## Edizioni
- Christian Jacq, Il romanzo di Mozart - Il figlio della luce, traduzione di Federica Niola, collana Romanzi, Cairo Publishing, 24 marzo 2006,  p. 359, ISBN 978-8860520142.